# Len Moorhouse
Leonard James „Len” Moorhouse (ur. 14 marca 1904 w Dunedin, zm. 4 maja 1970 w Sunshine Bay) – nowozelandzki pływak. 
W 1928 wystąpił na igrzyskach olimpijskich na 100 m stylem grzbietowym. Odpadł w pierwszej rundzie, zajmując ostatnie, 3. miejsce w swoim wyścigu eliminacyjnym z czasem 1:20,4 s.
W 1937 wziął ślub z młodszą od siebie o 14 lat Peg. Para poznała się rok wcześniej. Mieli dzieci.
Zmarł 4 maja 1970 na zawał serca.